# 纳粹德国的女同性恋者
纳粹德国的女同性恋者与男同性恋者不同，其没有遭到纳粹德国当局的系统性迫害。而女同性恋虽在奥地利被定为刑事犯罪，但在纳粹德国的其他地区却非如此。而这是由于与男同性恋相比，纳粹当局对女性同性恋相对不感兴趣，所以记录纳粹德国女同性恋者情况的资料较少。历史学家在调查和研究关于女同者的个别案件时得出了不同的结论。
在纳粹德国，被指控有女同性恋关系的妇女因其种族而面临不同的命运。那些犹太人、黑人或在反对纳粹政权的人面临着被关进集中营或被处决的命运，在些特殊情况下，其受害者的女同性恋身份可能会让她们受到更严厉的惩罚。而相比之下，历史学家塞缪尔•克劳斯•胡内克（英語：Samuel Clowes Huneke）总结其情况说：被指控犯有非政治性质的罪行的女同性恋者并没有因为是女同性恋者的身份而受到不同的对待，仅仅被谴责且通常会被警方调查，但不会受到惩罚。虽说如此，但女同性恋者很大程度上被歧视。